# نیوتن بای تاتنهال
نیوتن بای تاتنهال (به انگلیسی: Newton by Tattenhall) یک روستا و محله مدنی در بریتانیا است که در Tattenhall and District واقع شده‌است. نیوتن بای تاتنهال ۱۳۱ نفر جمعیت دارد.